# غاريت كلايتون
غاريت كلايتون (بالإنجليزية: Garrett Clayton)‏ مواليد 19 مارس 1991 في ديربورن، الولايات المتحدة، هو ممثل أمريكي بدأ مسيرته الفنية سنة 2008.

## الأعمال

### مسلسلات
- أيام حياتنا (2010) (بدور: إيلي)
- جيسي (2013) (بدور: إيرل)
- ذا فوسترز (2014) (بدور: تشيس)
- تين بيتش 2 (2015) (بدور: تانر)

### الأفلام
- كينع كوبرا

## روابط خارجية
- غاريت كلايتون على موقع IMDb (الإنجليزية)
- غاريت كلايتون على موقع روتن توميتوز (الإنجليزية)
- غاريت كلايتون على موقع ألو سيني (الفرنسية)
- غاريت كلايتون على موقع ميوزك برينز (الإنجليزية)
- غاريت كلايتون على موقع أول موفي (الإنجليزية)
- غاريت كلايتون على موقع ديسكوغز (الإنجليزية)
- غاريت كلايتون على موقع قاعدة بيانات الفيلم (الإنجليزية)
- غاريت كلايتون على موقع كينوبويسك (الروسية)